# Linda Parková
Linda Parková (* 9. července 1978 Soul) je americká herečka jihokorejského původu.
Narodila se v Soulu, vyrůstala však v kalifornském San José. Během studia střední školy hrála v různých představeních, což ji přivedlo na Boston University, kde v roce 2000 získala titul Bachelor of Fine Arts. I při tomto studiu se objevovala na divadelních prknech, hrála např. v inscenacích Mad Forest, Lysistrata, Cyrano z Bergeracu, Richard III. či Trójanky. V roce 2001 obdržela drobnou cameo roli ve filmu Jurský park 3, nedlouho poté byla obsazena do sci-fi seriálu Star Trek: Enterprise (2001–2005), kde ztvárnila jednu z hlavních postav, komunikačního důstojníka Hoshi Sato. Po ukončení produkce Enterprise hrála např. v seriálech Vize zločinu, Profesionálky či Havárie, hostovala např. v seriálech Na doživotí, Zákon a pořádek: Útvar pro zvláštní oběti a Dr. House.